# 빙저 화산
빙저 화산(Subglacical Volcano)은 화산의 한 형태로, 빙하 밑에 묻힌 화산을 말한다. 이들은 아이슬란드에 많으며, 폭발 시 빙하를 녹여 주변에 홍수를 일으킬 수도 있는 화산 형태이다. 대표적인 예로 카틀라 화산, 그림스뵈튼 화산, 에이야퍄들라이외퀴들 등이 있다.

## 같이 보기
- 화산